# Фульвієва дорога

Римські дороги в Італії

Фульвієва дорога (лат. ia Fulvia) — римська дорога в околицях античного Турину.
Дорогоа пов'язувала міста Дертона (зараз Тортона), Hasta Pompeia (зараз Асті) та Augusta Taurinorum (зараз Турин).
Дорога отримала своб назву, найімовірніше, від імені Квінта Фульвія Флакка (консул в 179 р. до н.е.), який в 174 р до н.е. став цензором і разом з Авлом Постумієм Альбіном Луском побудував дорогу